# Municipio de West Chillisquaque
El municipio de West Chillisquaque  (en inglés, West Chillisquaque Township) es una subdivisión administrativa del condado de Northumberland, Pensilvania, Estados Unidos. Según el censo de 2020, tiene una población de 2597 habitantes.

## Geografía
Está ubicado en las coordenadas 40°58′18″N 76°50′37″O / 40.97167, -76.84361 (40.97153, -76.84348).

## Demografía
Según la Oficina del Censo, en 2000 los ingresos medios de los hogares en la zona eran de $35,104 y los ingresos medios de las familias eran de $40,700. Los hombres tenían unos ingresos medios de $27,813 frente a $20,977 para las mujeres. Los ingresos per cápita eran de $17,290. Alrededor del 8.9% de la población estaba por debajo del umbral de pobreza.
De acuerdo con la estimación 2015-2019 de la Oficina del Censo, los ingresos medios de los hogares en la zona son de $50,556 y los ingresos medios de las familias son de $67,417. Alrededor del 9.4% de la población está por debajo del umbral de pobreza.

## Gobierno
El municipio está gobernado por una junta de tres supervisores.